# Satyrus abramovi
Satyrus abramovi är en fjärilsart som beskrevs av Nicolas Grigorevich Erschoff 1884. Satyrus abramovi ingår i släktet Satyrus och familjen praktfjärilar. Inga underarter finns listade.